# Mallochia reticulata
Mallochia reticulata är en svampart som först beskrevs av Kuehn & Goos, och fick sitt nu gällande namn av M. Solé, Cano & Guarro 2002. Mallochia reticulata ingår i släktet Mallochia och familjen Onygenaceae.   Inga underarter finns listade i Catalogue of Life.